# Don Simón
Don Simón es una marca comercial perteneciente a la empresa española J. García Carrión. Fue fundada en Jumilla (Región de Murcia) en 1980 y es conocida por tener las mayores cifras de ventas en el mercado español de zumos y por la comercialización de vinos.

## Historia
La marca Don Simón nació en 1980 con el lanzamiento del primer vino envasado en brik. Se trata de un vino en un envase no retornable, ligero y económico.
El grupo J. García Carrión fue centrándose en comercializar con otra firma diferente vinos con Denominación de Origen españoles, realizando inversiones en Ribera del Duero, Rueda, Valdepeñas y La Mancha, quedando la marca Don Simón para la comercialización de vinos más económicos y sin Denominación de Origen. Por no tener unas características enológicas especialmente reseñables, el vino tinto Don Simón a veces es usado en España para combinados como el tinto de verano (vino con gaseosa) o el calimocho (vino con Coca-Cola).
Tras la comercialización de los vinos en brick, Don Simón entraría también en el mercado con zumos, néctares, refrescos sin gas y bebidas funcionales. En 2006 la mitad de la facturación del grupo García Carrión provenía de los zumos.

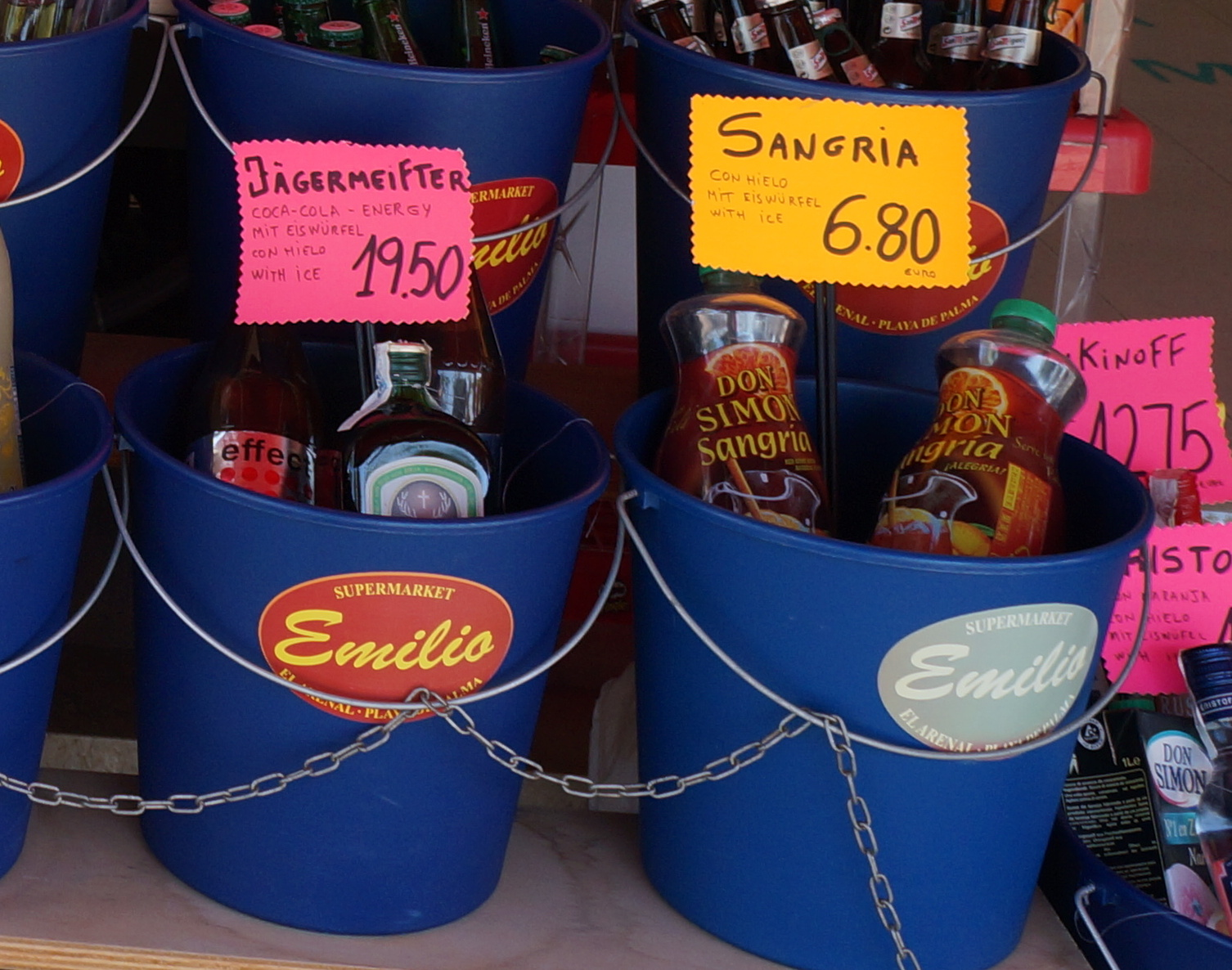
Dos botellas de sangría en cubos frente a un supermercado en Mallorca

En los años 2000 la empresa decidió realizar una apuesta por los cítricos e invirtió 100 millones de euros en la creación de una fábrica en la provincia de Huelva. La planta tiene 1.500 hectáreas de plantaciones propias de naranjos y cuenta con contratos a largo plazo con agricultores de la zona. Tiene capacidad para procesar más de dos mil toneladas diarias de fruta, exprimirla y almacenarla, fuera de campaña de cítricos, en doce tanques asépticos de cuatro millones de litros cada uno, a cuatro grados de temperatura, que permite conservar intactas todas las propiedades del zumo. Dispone de cinco líneas asépticas de envasado con velocidades de hasta veinticuatro mil envases a la hora. Además, cuenta con un almacén refrigerado y robotizado de catorce mil palets.
El grupo al que pertenece ha experimentado un crecimiento sostenido. En 2006 su facturación fue de 500 millones de euros y en 2014 fue de 860.

## Polémica
Un anuncio de la marca en 2009 que se refería a los zumos como frutas provocó una queja de la Asociación Valenciana de Agricultores (AVA) ante el Ministerio de Consumo.
En julio de 2007 la marca tuvo un litigio con Leche Pascual (que también comercializa zumos) por temas publicitarios, dando un tribunal la razón a Don Simón. En 2011 la empresa enfrentó otro litigio contra Pascual que llegó al Tribunal Supremo. En este litigio se dio nuevamente la razón a Don Simón (Auto del Tribunal Supremo del 14 de junio de 2011).